# Neckar 1500 TS
La Fiat Neckar 1500 TS est une automobile familiale produite en Italie chez le constructeur Siata et exportée en Allemagne pour y recevoir une mécanique italienne ainsi que les habillages intérieurs. 

## Histoire
Au printemps 1963, la filiale allemande de Fiat, Fiat-NSU renommée Fiat Neckar à partir du 1er janvier 1960, crée la surprise en dévoilant la berline familiale 1500 TS. Cette automobile reprend la carrosserie de la nouvelle Fiat 1500 de milieu de gamme, aux airs de Chevrolet Corvair mais, au lieu d'utiliser le moteur qui équipe le modèle original Fiat italien de 80 ch SAE, Neckar annonce 94 ch SAE. 
Contrairement à tous les modèles de la marque qui étaient fabriqués en Allemagne pour éviter les droits de douane très importants à l'époque, ce modèle n'est pas produit en Allemagne, mais chez Siata en Italie. Le constructeur allemand reçoit les carrosseries et effectue l'assemblage de la mécanique et une finition soignée de l'habitacle. Pour affirmer son côté sportif, le levier de vitesse est placé au plancher, le compte-tours au tableau de bord est livré de série et le volant Nardi à branches en aluminium lui donne belle allure. André Chardonnet, importateur en France des modèles Fiat construits ailleurs qu'en Italie, a été séduit par ce modèle et a cherché à le commercialiser en France, avec un certain succès alors que son importation n'était pas souhaitée par les dirigeants turinois. 
Les performances de la Neckar 1500 TS en feront l'une des voitures les plus performantes de sa catégorie, surclassant largement les Ford Cortina et autre Hillman Super Minx. Extérieurement, à part des bandes latérales longitudinales de couleur et le logo, rien ne pouvait distinguer cette version classée " tourisme sport " d'une Fiat 1500. C'est donc en toute discrétion que l'automobiliste avisé pouvait se faire plaisir, pour un prix bien moindre que celui d'une BMW qui visait la même clientèle. 
En 1965, la gamme est enrichie et comporte deux versions, la Neckar 1500 CT, modèle de base qui bénéficie des mêmes améliorations que la Fiat 1500 équivalente, et la Neckar 1500 CTS dont les performances ont encore été optimisées et qui remplace l'ancienne 1500 TS.
À partir de 1967, les droits de douane étant destinés à disparaître selon le traité de Rome, au 1er juillet 1968, la production de ce modèle est arrêtée et remplacée par la Fiat 124 pour être commercialisée en Allemagne, Pays-Bas et les pays d'Europe du Nord. La production sera maintenue dans l'usine Fiat d'Heilbronn en raison de la saturation des usines italiennes jusqu'en 1973.
L'importation des voitures devenant libre de droits, les fabrications locales spécifiques devenaient donc superflues. Les droits de douane étaient de 90 % en 1959, de 70% en 1961 et de 50% en juillet 1962. Le 1er juillet 1967, les droits de douane étaient encore de 15 % avant de disparaître totalement le 1er juillet 1968.